# San Quirino (Italia)
San Quirino (San Quarin in friulano) è un comune italiano di 4 326 abitanti del Friuli-Venezia Giulia. 

## Geografia fisica
Il territorio, comprendente le frazioni di San Foca, Sedrano e la località delle Villotte, si integra nei "magredi" e in virtù di questa posizione geografica si presta a una vocazione agricola.

## Storia
Nel paese vi era un insediamento templare (unico in tutto il Friuli-Venezia Giulia), noto grazie a documenti emersi dalle ricerche che si sono susseguite negli anni. Il classico sigillo dei Templari è divenuto poi anche il simbolo del Comune, e in una via si trova una roccia con delle scritte incise riguardanti i Templari. Inoltre, nel paese si trova una via chiamata "Via dei Templari".

### Simboli
Lo stemma e il gonfalone sono stati concessi con decreto del presidente della Repubblica del 17 maggio 1986.
Nello stemma sono raffigurati due cavalieri, armati di tutto punto, a cavallo di un cavallo morello rivoltato, passante sulla campagna erbosa di verde. Il gonfalone è un drappo di azzurro.

## Società

### Evoluzione demografica
Abitanti censiti

### Lingue e dialetti
A San Quirino, accanto alla lingua italiana, la popolazione utilizza la lingua friulana. Ai sensi della Deliberazione n. 2680 del 3 agosto 2001 della Giunta della Regione autonoma Friuli-Venezia Giulia, il Comune è inserito nell'ambito territoriale di tutela della lingua friulana ai fini dell'applicazione della legge 482/99, della legge regionale 15/96 e della legge regionale 29/2007.
La lingua friulana che si parla a San Quirino rientra fra le varianti appartenenti al friulano occidentale.

## Monumenti e luoghi d'interesse
- Chiesa arcipretale di San Quirino, consacrata nel 1869
- Villa Cattaneo[10]

## Amministrazione
| Periodo | Periodo   | Primo cittadino      | Partito            | Carica  | Note |
| ------- | --------- | -------------------- | ------------------ | ------- | ---- |
| 1993    | 1997      | Liliana Belfi        | Lista verde        | sindaco |      |
| 1997    | 2006      | Giuseppe Bressa      | PPI - Forza Italia | sindaco |      |
| 2006    | 2016      | Corrado Della Mattia | Lista civica       | sindaco |      |
| 2016    | 2021      | Gianni Giugovaz      | Lista civica       | sindaco |      |
| 2021    | in carica | Guido Scapolan       | Lista civica       | sindaco |      |